# Белорусско-болгарские отношения
Белорусско-болгарские отношения — двусторонние дипломатические отношения между Беларусью и Болгарией. 23 декабря 1991 года Республика Болгария официально признала независимость Республики Беларусь. Дипломатические отношения установлены 26 марта 1992 года. Межгосударственные отношения между двумя странами на протяжение истории были продиктованы стремлением политических руководителей к построению взаимного сотрудничества во имя мира и развития в Восточной Европе. 19 октября 1993 года Софию с официальным визитом посетила представительская делегация во главе с Председателем Верховного Совета Республики Беларусь Станиславом Шушкевичем. В соответствие с официальным протоколом первого главу независимой Беларуси с его супругой Ириной Шушкевич в международном аэропорту «София» встречал лично президент Болгарии Желю Желев, что говорит о дружественном настрое болгарской стороны к налаживанию диалога с ключевой страной Содружества Независимых Государств (СНГ). В ходе визита было подписано межправительственное соглашение «О дружественных отношениях и сотрудничестве между Республикой Беларусь и Республикой Болгария».
В феврале 1996 года правительственная делегация во главе с премьер-министром Республики Беларусь Михаилом Чигирем посетила Болгарию с официальным визитом.
В сентябре 1997 года в Вильнюсе состоялась встреча Президента Республики Беларусь Александра Лукашенко и Президента Республики Болгарии Петра Стоянова. В марте 1998 года Председатель Совета Республики Национального собрания Республики Беларусь Павел Шипук посетил Болгарию, чтобы принять участие в торжествах по случаю 120-летия освобождения страны от османского гнета. В рамках визита состоялись переговоры с Председателем Народного Собрания Болгарии Йорданом Соколовым.
В декабре 1998 года в Народном собрании Болгарии была создана парламентская группа дружбы «Болгария-Беларусь», в которую вошли 54 депутата от всех политических фракций парламента.
В Национальном собрании Республики Беларусь постоянно действующая делегация «Друзья Болгарии» была сформирована 5 августа 2001 года. В её состав вошли депутаты из тех округов, в которых находятся города-побратимы. Председателем группы избран депутат Михаил Орда, который управлял рабочей группой Национального собрания Республики Беларусь по сотрудничеству с парламентом Болгарии по настоящее время.

## Дипломатические представительства
- Беларусь имеет посольство в Софии[3].
- Болгария имеет посольство в Минске[4]. Чрезвычайный и полномочный посол Болгарии в Беларуси — Георги Василев.

## Торговля
По итогам 2020 года товарооборот Беларуси с Болгарией составил 97,13 млн. долларов США (76,7% к уровню 2019 года), экспорт – 54,24 млн. долларов США (66,1%), импорт – 42,89 млн. долларов (96,3%). Сальдо двусторонней торговли сложилось положительным для Беларуси в размере 11,35 млн. долларов (в 2019 году сальдо составляло 37,53 млн. долларов).
В белорусском импорте из Болгарии преобладают лекарственные средства, аккумуляторы электрические, вата, шоколад, хлеб и мучные кондитерские изделия, пищевые продукты прочие, приборы и устройства, применяемые в медицине и др.
Основу белорусского экспорта в Болгарию составляет продукция промышленной отрасли (в том числе автомобили грузовые, части подвижного состава, части и принадлежности для автомобилей и тракторов), нефтехимического комплекса (шины, волокна синтетические  и др.), деревообработки (плиты древесно-волокнистые, фанера клееная) и др. В 2020 году объем торговли услугами составил 52,5 млн. долларов (217,5% в сравнении с 2019 годом), в том числе экспорт услуг из Беларуси – 48,4 млн. долларов (рост в 3,3 раза), импорт услуг – 4,1 млн. долларов (43,8%). Сальдо торговли услугами сложилось положительным для Беларуси в размере 44,3 млн. долларов. Объем прямых инвестиций из Болгарии в Беларусь составил 23,2 млн. долларов. По состоянию на начало 2021 года в соответствии с Единым государственным регистром юридических лиц и индивидуальных предпринимателей в Республике Беларусь действует 40 юридических лиц, созданных с участием юридических и физических лиц Болгарии. В соответствии с Соглашением о торгово-экономическом сотрудничестве между Правительством Республики Беларусь и Правительством Республики Болгария создана Белорусско-Болгарская Межправительственная комиссия по торгово-экономическому и научно-техническому сотрудничеству. С момента создания комиссии проведено восемь заседаний. Последнее заседание комиссии состоялось 20 ноября 2018 года в Софии.
Развивается сотрудничество и на межведомственном уровне. Созданы и действуют двусторонние рабочие группы в сфере транспорта, туризма, сельского хозяйства, науки и технологий, образования.
В Болгарии создана и успешно функционирует товаропроводящая сеть ряда крупных белорусских предприятий, включая ОАО «БЕЛАЗ», ОАО «МТЗ», ОАО «МАЗ» и другие.